# Shigekazu Nagata
Shigekazu Nagata (長田 重一, Nagata Shigekazu, nacido en 1949) es un bioquímico japonés, conocido sobre todo por sus investigaciones sobre la apoptosis, el proceso de muerte celular programada que se produce en los organismos pluricelulares.

## Contribución
Nagata identificó el interferón en 1980 y el factor estimulante de colonias de granulocitos en 1986. También identificó un factor de muerte (receptor Fas) en 1991 y su ligando (ligando Fas) en 1993, y dilucidó sus funciones fisiológicas y patológicas en la apoptosis.

## Biografía
Nagata nació en Kanazawa, Japón, y completó su doctorado bajo la supervisión de Yoshito Kaziro en la Universidad de Tokio en 1977.
Nagata fue becario postdoctoral de Charles Weissmann en la Universidad de Zurich, donde trabajó en la secuenciación del ADNc del gen del interferón entre 1977 y 1981. Fue profesor asistente en el Instituto de Ciencias Médicas de la Universidad de Tokio entre 1982 y 1987, y jefe del Departamento de Biología Molecular del Instituto de Biociencias de Osaka entre 1987 y 1998, donde Osamu Hayaishi ocupaba el cargo de presidente en aquel momento.
Nagata  fue catedrático de genética en la Facultad de Medicina de la Universidad de Osaka entre 1995 y 2007, antes de ser nombrado profesor de química médica en la Facultad de Medicina de la Universidad de Kioto en 2007.
Tras jubilarse de la Universidad de Kioto y convertirse en profesor emérito en 2015, Nagata ha sido profesor de bioquímica e inmunología en el Centro de Investigación de Inmunología Frontier de la Universidad de Osaka.

## Premios y distinciones
- 1994: Premio Emil von Boehring, Universidad de Marburg
- 1995: Premio Robert Koch
- 1996: Premio Lacassagne, Liga Francesa contra el Cáncer
- 1998: Premio Asahi
- 2000: Premio Imperial de la Academia de Japón
- 2001: Persona de Mérito Cultural
- 2004: Premio de la Sociedad de Muerte Celular, Sociedad Internacional de Muerte Celular
- 2010: Miembro de la Academia de Japón
- 2012: Doctorado honoris causa, Universidad de Zurich
- 2012: Premio Tomizo Yoshida, Asociación Japonesa contra el Cáncer y Salón Conmemorativo Tomizo Yoshida
- 2012: Premio Debrecen de Medicina Molecular[8]
- 2013: Premio Keio de Ciencias Médicas[9]
- 2015: Asociado Extranjero de la Academia Nacional de Ciencias de Estados Unidos